# Новое Хелетури
Новое Хелетури (варианты Ново-Хелетури, Гавриил-кутан) — село в Ботлихском районе Дагестана. Входит в состав сельского поселения Хелетуринский сельсовет.

## Географическое положение
Расположено на территории Бабаюртовского района, в 10 км к юго-западу от села Бабаюрт.

## Население
| 1959 | 2002 | 2010 | 2021 |
| ---- | ---- | ---- | ---- |
| 208  | ↗625 | ↗653 | ↘595 |

## История
Переселенческий посёлок Гавриловский был образован в 1926 году под переселение малоземельных крестьян Даргинского округа. Было выделено 1000 десятин земли, посёлок был рассчитан на прием 50 хозяйств, в 1929 году фактически было 57. В 1929 году создано ТОЗ «III Интернационала» в которое вошло 7 хозяйств посёлка. По материалам переписи 1939 года кутан Гаврилов входил в состав Герменчикского сельсовета, в нём проживало 28 человек, в том числе 24 мужчины и 4 женщины. В 1950-е годы земли бывшего кутана были переданы под зимние пастбища колхоза имени Ленина Ботлихского района.
Официально образовано Постановлением ВС ДАССР от 17.08.1989 г. на месте кутана колхоза имени Ленина (Гавриил-кутан, Кутан-Гауриль) под названием Кадари. Постановлением НС РД от 26 июня 1997 года село Кадари переименовано в Новое Хелетури.